# مولوکانوو
مولوکانوو (انگلیسی: Molokanovo) یک شهرک در شهرستان کویورگازینسکی جمهوری باشقیرستان در کشور روسیه است.